# Callipallene producta
Callipallene producta là một loài nhện biển trong họ Callipallenidae. Loài này thuộc chi Callipallene. Callipallene producta được miêu tả khoa học năm 1888 bởi Sars.